# 桃花台线
桃花台線（日语：／ Tōkadai sen */?）是一条位于爱知县小牧市内的轨道交通线路，西起位于小牧市中央的小牧站至位于小牧市东部的桃花台新城。线路由桃花台新交通运营，系统采用胶轮路轨系统导向轨在中央同时承当供电。
该线路于1991年3月25日运营，其连接的小牧线直到2003年才和名古屋地铁连接，另外使用的胶轮路轨系统使得该线路车辆不同于普通列车，导致维修成本过高。最终该线于2006年10月1日关闭。2008年1月对车站高架部分以及电气化设施进行拆除。

## 概要
桃花台线采用胶轮路轨系统，导向轨设置在中央，转向架除了有用于路面行走的纵向的轮胎还有一对在导向轨两旁成横向的轮子来保证列车在轨道内行驶，另外导向轨顶部提供轨道供电。由于每列列车只有一边有为带驾驶室拖车，因此土建时在两边的起讫站点都建设了一个灯泡型折返线，且列车编组的首末车厢只有一边有铰接口，每节列车也只在行驶方向的右侧设有一个门，因此线路车站站台均以岛式站台为主，此外车厢内座位采用横排式2+1。

### 路線資料
- 路線距離（營業距離）：7.4公里
- 導引軌條：中央導引式
- 站數：7個
- 複線路段：全線
- 電氣化方式：直流750V
- 最高速度：55公里/小時
- 閉塞方式：根據自動列車制御裝置（ATC）的車內信號閉塞方式

## 车辆
- 桃花台新交通100系电力动车组

## 車站列表
所有車站都位於愛知縣小牧市。
| 中文站名   | 日文站名 | 英文站名 | 營業距離 | 接續路線           | 所在地         |
| ---------- | -------- | -------- | -------- | ------------------ | -------------- |
|            |          |          |          |                    |                |
| 小牧       |          |          | 0.0      | 名古屋鐵道：小牧線 | 中央1丁目      |
| 小牧原     |          |          | 1.28     | 名古屋鐵道：小牧線 | 大字小牧原新田 |
| 東田中     |          |          | 2.15     |                    | 大字東田中     |
| 上末       |          |          | 3.73     |                    | 大字上末       |
| 桃花台西   |          |          | 5.47     |                    | 古雅4丁目      |
| 桃花台中心 |          |          | 6.49     |                    | 古雅1丁目      |
| 桃花台東   |          |          | 7.43     |                    | 城山3丁目      |